# スティーブ・ハモンド (内野手)
スティーブン・ベンジャミン・ハモンド（Steven Benjamin Hammond, 1957年5月9日 - ）は、アメリカ合衆国・ジョージア州アトランタ出身の元プロ野球選手（内野手、外野手）。弟のクリス・ハモンドも元メジャーリーガー。

## 来歴・人物
1974年のMLBドラフト4巡目でカリフォルニア・エンゼルスに指名されるもこれを拒否し、フロリダ州立大学に進学。
1978年にアマチュアFAでアトランタ・ブレーブスと契約。
1982年にカンザスシティ・ロイヤルズに移籍。同年6月28日の対オークランド・アスレチックス戦（カウフマン・スタジアム）で6番・右翼手として先発出場してメジャーデビュー。結果は3打数2安打だった。
1983年からは再びマイナーリーグ生活となる。
1987年にNPBの南海ホークスに入団。南海は前年に香川伸行の三塁コンバートが失敗に終わり、三塁手補強のため1986年にAAA級ながらリーグ2位となる.330という確実性のある打撃、そして三塁・外野に加え、マイナーリーグでは捕手も務めたことがある器用さを持つハモンドを獲得した。しかし、打球の正面に体を移動させず手だけで処理するという拙守ぶりに15失策を記録。また、チャンスに弱いという欠点のため打順も降格していき、終盤は代打要員としての起用が中心となる。結局、攻守共に見るべきものがないとされ、同年限りで退団。
真面目な性格で、日本でのプレーが決まると日本語学校に通っていた。
上述の通りのパフォーマンスであったため、南海ファンからは早々に見切りを付けられ、6月頃からは本来の応援歌とは別に、「働け、働け、ハモンド」と揶揄する歌詞での裏応援歌が作られた。後年でもホークスの不振気味の選手を発奮させる意味を込め、時折｢働け、働け、⚪⚪｣と替え歌が歌われることがある。
1987年シーズンの対西武戦において、５－５－４－３のトリプルプレーを完成させた（サード：ハモンド、セカンド：湯上谷竑志、ファースト：加藤英司）。

## 詳細情報

### 年度別打撃成績
| 年 度    | 球 団    | 試 合 | 打 席 | 打 数 | 得 点 | 安 打 | 二 塁 打 | 三 塁 打 | 本 塁 打 | 塁 打 | 打 点 | 盗 塁 | 盗 塁 死 | 犠 打 | 犠 飛 | 四 球 | 敬 遠 | 死 球 | 三 振 | 併 殺 打 | 打 率 | 出 塁 率 | 長 打 率 | O P S |
| -------- | -------- | ----- | ----- | ----- | ----- | ----- | -------- | -------- | -------- | ----- | ----- | ----- | -------- | ----- | ----- | ----- | ----- | ----- | ----- | -------- | ----- | -------- | -------- | ----- |
| 1982     | KC       | 46    | 131   | 126   | 14    | 29    | 5        | 1        | 1        | 39    | 11    | 0     | 1        | 0     | 1     | 4     | 0     | 0     | 18    | 7        | .230  | .252     | .310     | .561  |
| 1987     | 南海     | 115   | 352   | 318   | 25    | 87    | 8        | 1        | 9        | 124   | 29    | 1     | 1        | 1     | 3     | 25    | 1     | 5     | 41    | 14       | .274  | .333     | .390     | .723  |
| MLB：1年 | MLB：1年 | 46    | 131   | 126   | 14    | 29    | 5        | 1        | 1        | 39    | 11    | 0     | 1        | 0     | 1     | 4     | 0     | 0     | 18    | 7        | .230  | .252     | .310     | .561  |
| NPB：1年 | NPB：1年 | 115   | 352   | 318   | 25    | 87    | 8        | 1        | 9        | 124   | 29    | 1     | 1        | 1     | 3     | 25    | 1     | 5     | 41    | 14       | .274  | .333     | .390     | .723  |

### 記録
NPB
- 初出場：1987年4月10日、対阪急ブレーブス1回戦（阪急西宮球場）、5番・三塁手として先発出場
- 初安打・初打点：同上、1回表に佐藤義則から適時打
- 初本塁打：1987年5月2日、対ロッテオリオンズ戦（川崎球場）、4回表に右田一彦から右越2ラン

### 背番号
- 27 （1982年）
- 4 （1987年）